# Projekt
Projékt je ciljno usmerjen in zaključen proces razvijanja dejavnosti, ki so usmerjene k doseganju končnega cilja. Do tega cilja se prihaja postopoma z doseganjem posameznih podciljev. Pobuda za projekt lahko vsebuje samo en končni cilj ali pa vse podcilje. Pobudnik projekta je lahko posameznik, podjetje, družbena organizacija, javna organizacija, družbena institucija, državna institucija ali celo mednarodna organizacija, ki je običajno tudi naročnik projekta. Naročnik projekta običajno postavi tudi cilje projekta. Za uspešno realizacijo projekta je treba poiskati še izvajalce in določiti vodje projekta. Vodstvo ima pri organiziranju, upravljanju in vodenju projekta odločilno vlogo. Vodstvo projekta mora načrtovati in aktivirati posamezne aktivnosti ter jih tehniško, časovno in finančno uskladiti. Projekti so lahko majhni ali veliki, vsi pa morajo biti časovno omejeni, predviden mora biti pričetek in zaključek. Uspešno izvajanja projekta zahteva tudi dobro postavljen informacijski sistem.

## Razvoj projektnega managementa - načina vodenja projektov
Ta način vodenja in upravljanja projektov so razvili v vojni industriji. Že v času druge svetovne vojne so v ZDA uporabljali principe Task Force ali princip specialne komande. Ta metodologija se je razvijala postopoma , tudi timski princip izvajanja projektov je bil že prej poznan, sistematično pa je bil sprejet in dodelan šele s pojavom mrežnega planiranja. Vzporedno z razvojem tehnike mrežnega planiranja- CPM in PERT se je razvila nova metodika - upravljanje in vodenje projektov kot samostojna disciplina. Osnove tega sistema sta postavila admiral Raborn in general Schiever v projektu Polaris ameriške mornarice. Ta koncept se je razvijal v vladnih institucijah ZDA- Department of Defense, National Aeronautic in NASA. Uporaba se je hitro razširila tudi zunaj vojne industrije v gospodarstvu, kmetijstvu, mednarodnem sodelovanju in prišla najprej v Francijo, Nemčijo in ostalo Evropo.

## Oblike organiziranja projektov
Različni projekti so zaradi svoje velikosti, zahtevnosti, časovne omejenosti, gospodarske pomembnosti, okoljske nevarnosti, energetske omejenosti in še mnogih drugih podobnih razlogov zahtevali različne oblike organiziranja. Na splošno pa so se razdelili v dve veliki skupini projektov in sicer v projekte s stalno organizacijsko strukturo in v projekte z začasno organizacijsko strukturo.

### Projekti s stalno organizacijsko strukturo
Takšni projekti zahtevajo hierarhično organizacijsko strukturo, delitev je možna z organizacijo po sledečih principih;
- po osnovnih funkcijah v poslovnem sistemu,
- po strukturi osnovne dejavnosti,
- po skupinah ali vrstah dejavnosti pri izvajanju,
- po vrstah glavnih sistemov- naročnikov,
- po projektih, kateri se bodo izvajali daljše obdobje in podobno.

Oblike takšne organizacije imajo piramidasto strukturo, včasih bolj ali manj koničasto, sploščeno ali pa z odrezanim vrhom. Takšna organizacija se širi v vse nivoje organizacijske strukture.

### Projekti z nestalno organizacijsko strukturo
Takšni projekti imajo organizacijsko strukturo vodstva v obliki projektnega tima kateri se po zaključku projekta razpusti. Projektno vodstvo v takšnem primeru sestavljajo;
- projektno vodstvo katerega sestavjajo vodje projekta,
- projektno operativno vodstvo, katerega sestavljajo v času trajanja projekta koordinatorji.

### Matrični model organizacije projektov
Velik del projektov se realizira po tem modelu organizacije projektov, predvsem zato ker da ta model vpogled v obliko izgradnje potrebnega informacijskega sistema na konkretnem projektu.  

## Projektiranje v ožjem smislu
Projektiranje je snovanje bolj ali manj obsežnih objektov, naprav, procesov, sistemov in nalog. Pri projektiranju razlikujemo več vrst projektov in sicer;
- idejni projekt;
  - To je zasnova določene naloge na osnovi opravljenih raziskav, preizkušenih postopkov ali preizkušenega razvoja, ponudi pa končne podatke za izdelavo izvedbenih projektov, konstrukcij in načrtov.
- glavni projekt:
  - Ponudi vse sodobne rešitve zastavljene naloge s tehničnimi in okvirnimi finančnimi podatki.
- ponudbeni projekt:
  - Je projekt ki spremlja ponudbo, kadar se podjetje prijavi na razpis za pridobitev posla in sklenitve pogodbe.
- izvedbeni projekt:
  - Po sklenitvi pogodbe se izdela izvedbeni projekt z upoštevanjem vseh želja in sugestij naročnika projekta.
- projekt izvršenih del: 
  - Potem ko je projekt realiziran se izdela projekt dejansko izvršenih del z vsemi vnešenimi spremembami in dopolnitvami, ta mora biti ob kolavdaciji objekta/sistema izročen investitorju, prevzemniku-uporabniku in izvajalcu v zapečateni mapi.

## Projektna dokumentacija pri proizvajalcih
Projektno dokumentacijo morajo imeti proizvajalci naprav, objektov in izdelkov opremljeno s pravilnimi poimenovanji v glavah risb in načrtov. V opisnem delu glav morajo biti obvezno navedene šifre pripadajočih projektov in kode izdelkov konkretnega proizvajalca. Proizvodne organizacije poznajo več vrst risb in sicer;
- prostoročna risba- skica,
- prostoročna tehniška risba- tehniška skica,
- izvedbena tehniška risba- načrt,
- shematska risba,
- patentna risba,
- risba kupljenih delov- (teh sami ne izdelujejo zato nimajo vseh mer).

## Proizvodna dokumentacija
To je dokumentacija po kateri podjetja in njihove odgovorne službe organizirajo delovni proces in izdajajo delovne naloge, delavnice pa na osnovi teh izdelajo izdelke. To dokumentacijo sestavljajo:
- Konstrukcijska proizvodna dokumentacija
  - označevalnica,
  - razčlenilnica,
  - kosovnica,
  - variantnica,
  - sestavnica,
  - shema izdelka,
  - montažna risba,
  - montažni načrt,
  - delavniški načrt sestavov,
  - delavniški načrt sestavnih delov,
  - skupinski načrt,
  - risbe kupljenih delov in proizvodov.

- Proizvodna tehnološka dokumentacija- redna
  - proizvodna kosovnica,
  - seznam proizvodnih sredstev,
  - normativi materiala in časa,
  - prevzemni postopki,
  - proizvodni postopki,
  - kontrolni postopki,
  - predajni postopki.

- Proizvodna tehnološka dokumentacija- dopolnilna
  - operacijski postopki,
  - operacijske risbe,
  - risbe za urejevanje strojev in orodij ,
  - tipski in skupinski postopki,
  - dopolnilna dokumentacija za ročno delo.

## Projektni vodja
Vsak projekt preden se prične realizirati potrebuje svojega projektnega vodjo. Izbrana oseba mora obvladati veliko področij in veščin povezanih predvsem s komunikacijo. Glavno področje njegovih del so: analiziranje, ažuriranje, koordiniranje, dokumentiranje, predlaganje, predstavljanje, pripravljanje, pogajanje, potrjevanje, predvidevanje, prebiranje, opazovanje, obveščanje. Vodja tudi sestankuje, sproža in pomirja spore, vztraja pri doseganju ciljev, išče nove rešitve, sprejema za projekt potrebne sodelavce, nepotrebne sodelavce odpušča. Poleg teh mora imeti še zvrhano mero potrpljenja in tolerance do delavcev na projektu.